# Vignale (automerk)

Logo uit de jaren zestig

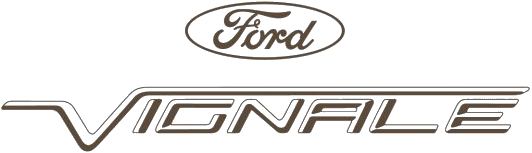
Logo van de huidige Ford luxe-afdeling Vignale

Carrozzeria Vignale was een Italiaans bedrijf dat van 1946 tot 1974 exclusieve autocarrosserieën ontwierp en produceerde voor diverse automerken.

## Geschiedenis
Het bedrijf werd in 1946 opgericht door Alfredo Vignale (1913-1969) onder de naam Carrozzeria Alfredo Vignale in Turijn. Alfredo Vignale had zijn professionele ervaring opgedaan bij Stabilimenti Farina en wilde na de Tweede Wereldoorlog zijn eigen carrosserieën aanbieden. Het merendeel van de ontwerpen van Vignale kwamen echter uit de pen van Giovanni Michelotti.
De eerste eigen carrosserie van Vignale werd in 1948 geproduceerd op basis van een Fiat Topolino, gevolgd door een speciale Fiat 1100.
In de jaren vijftig en zestig bestond het merendeel van de klanten van Vignale uit Italiaanse autobouwers zoals Cisitalia, Alfa Romeo, Ferrari, Fiat, Maserati en Lancia. Naast eenmalige exemplaren en kleine series werden ook in massa geproduceerde voertuigen gebouwd zoals de Lancia Appia- en Flavia-cabriolets, de Maserati 3500 GT Spyder, Sebring en Mexico. Daarnaast stond Vignale ook in voor de serieproductie van kleine auto's zoals de Daihatsu Compagno. Vignale bouwde een paar modellen in aluminium, maar de meeste ontwerpen waren in plaatstaal uitgevoerd. De pogingen om op termijn een eigen merk te vestigen zijn echter nooit gelukt.
In de tweede helft van de jaren zestig ontstond een opmerkelijke samenwerking met de Tsjechische autofabrikant Tatra, voor wie Vignale de carrosserie van de Tatra 613 ontwierp en ook de eerste drie prototypes met de hand bouwde. Deze wagen bleef in productie van 1974 tot 1996 met slechts kleine wijzigingen.
Eind jaren zestig kwam Vignale, net als vele andere carrosseriebouwers, in financiële moeilijkheden. Serie- en massaproductie van auto's deed de vraag naar eenmalige exemplaren en prototypes sterk afnemen. Alfredo Vignale verkocht zijn bedrijf in 1969 aan De Tomaso, die ook al eigenaar was van Ghia. Enkele dagen na de verkoop kwam Alfredo Vignale om in een verkeersongeval. Beide carrosseriebouwers werden in 1973 verkocht aan Ford, waarna het merk Vignale werd stopgezet.
In september 2013 kondigde Ford Europa plannen aan om de naam Vignale nieuw leven in te blazen als luxe-uitrustingsniveau van Ford. Het eerste Ford-model dat de naam Vignale kreeg was de Ford Mondeo Vignale uit 2015.

## Designers
- Alfredo Vignale
- Giovanni Michelotti
- Virginio Vairo

## Galerij

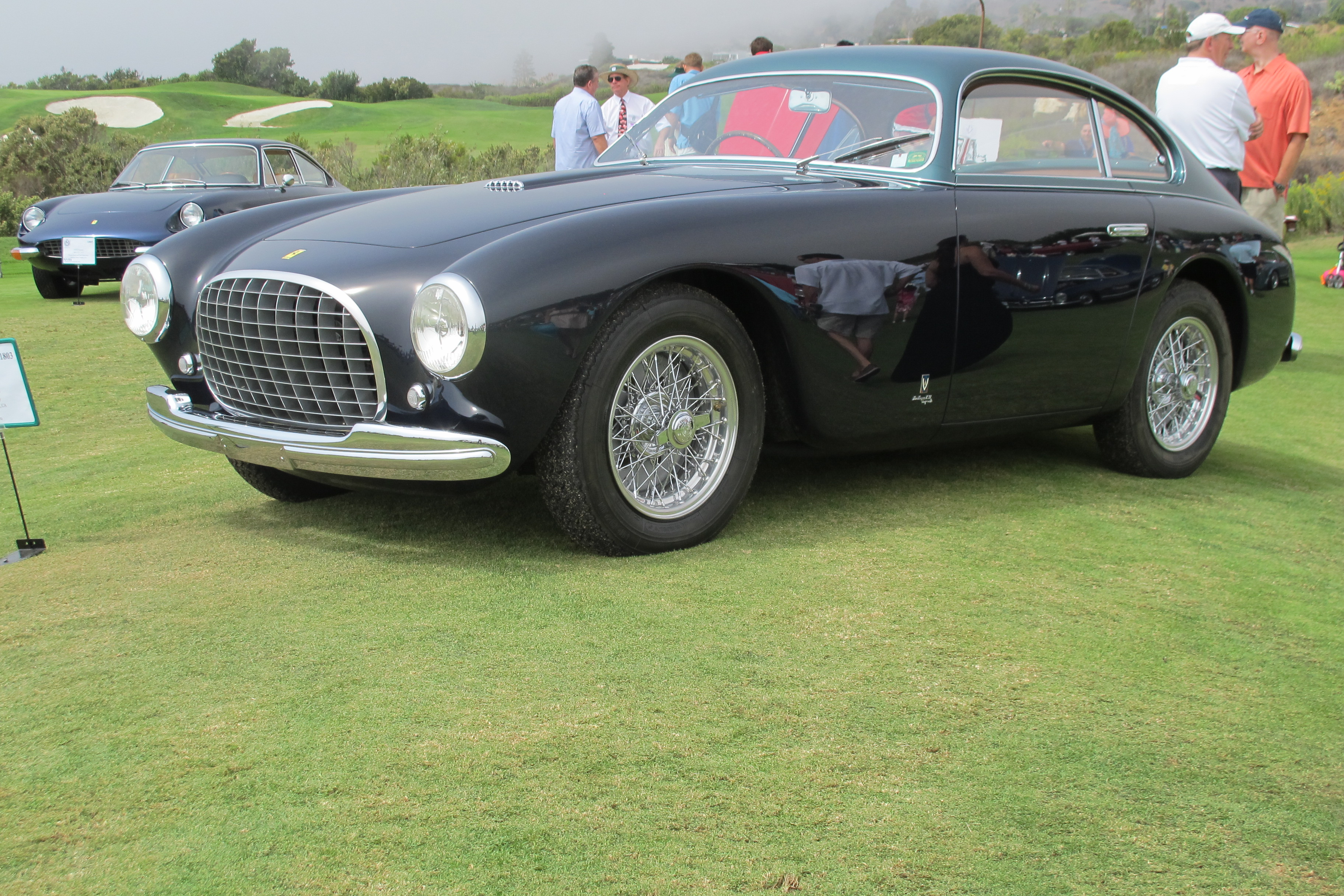
Ferrari 212 Vignale coupé
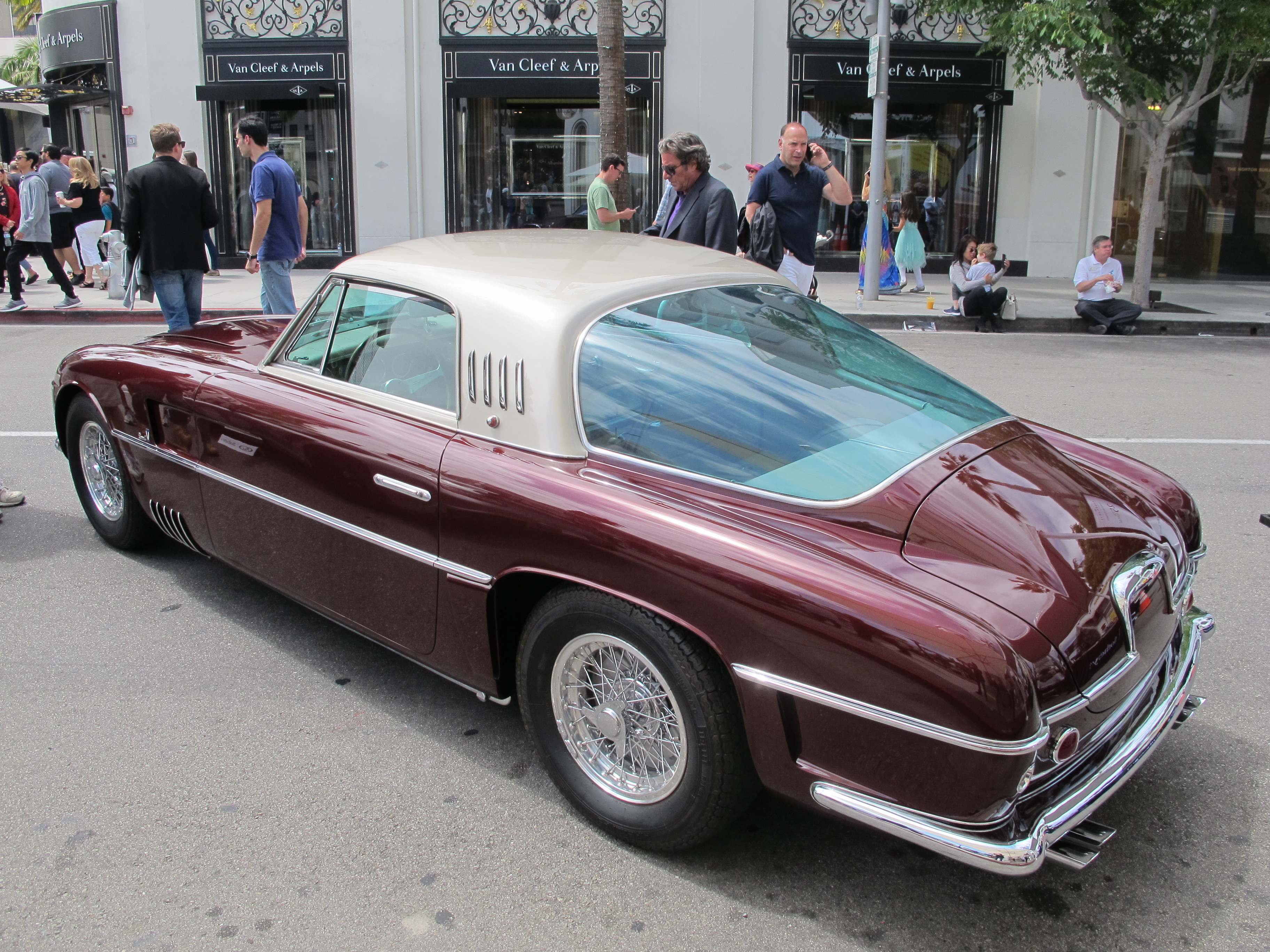
Ferrari 375 America met een carrosserie van Vignale (1953)
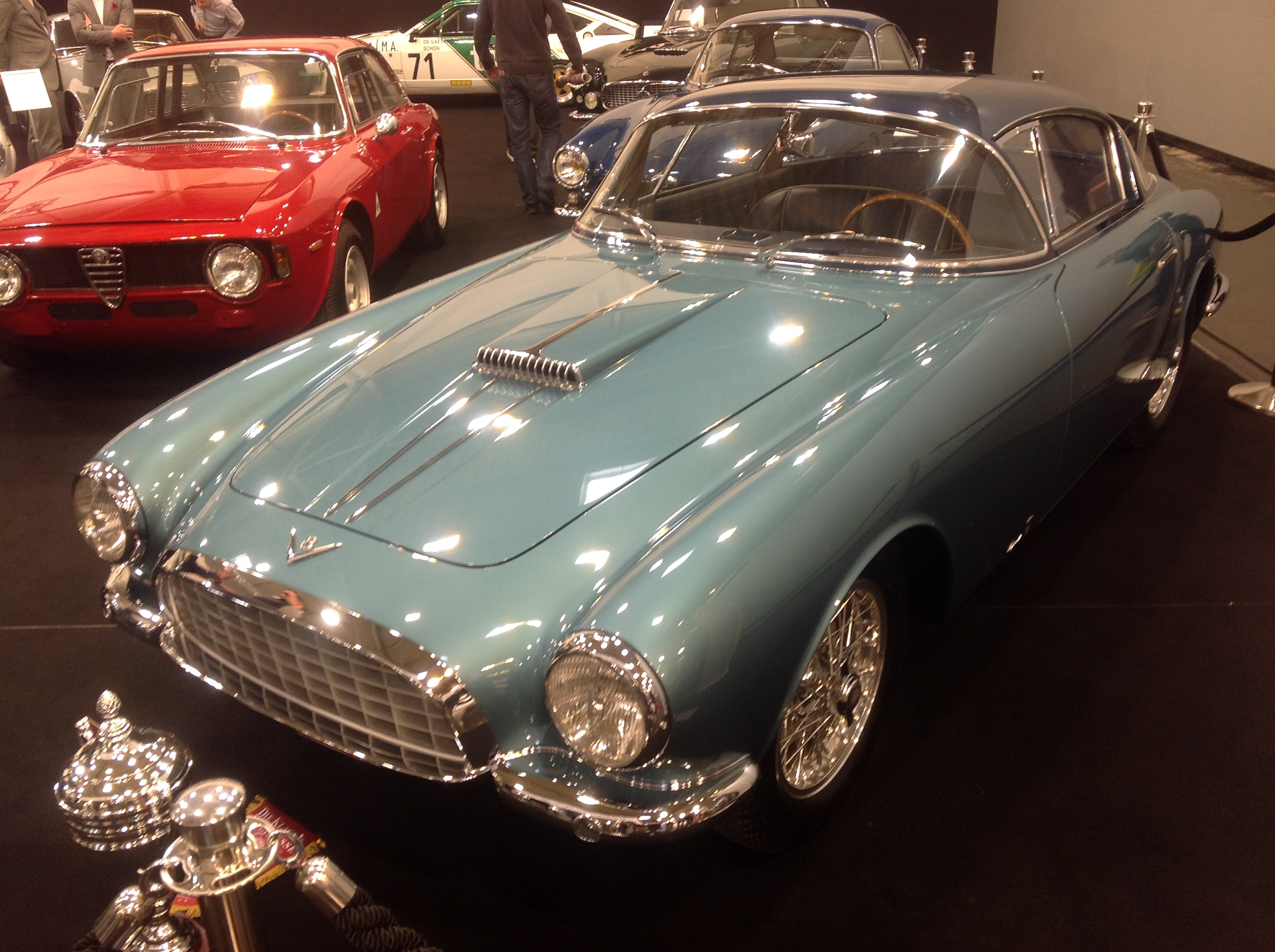
Fiat 8V Vignale Coupé
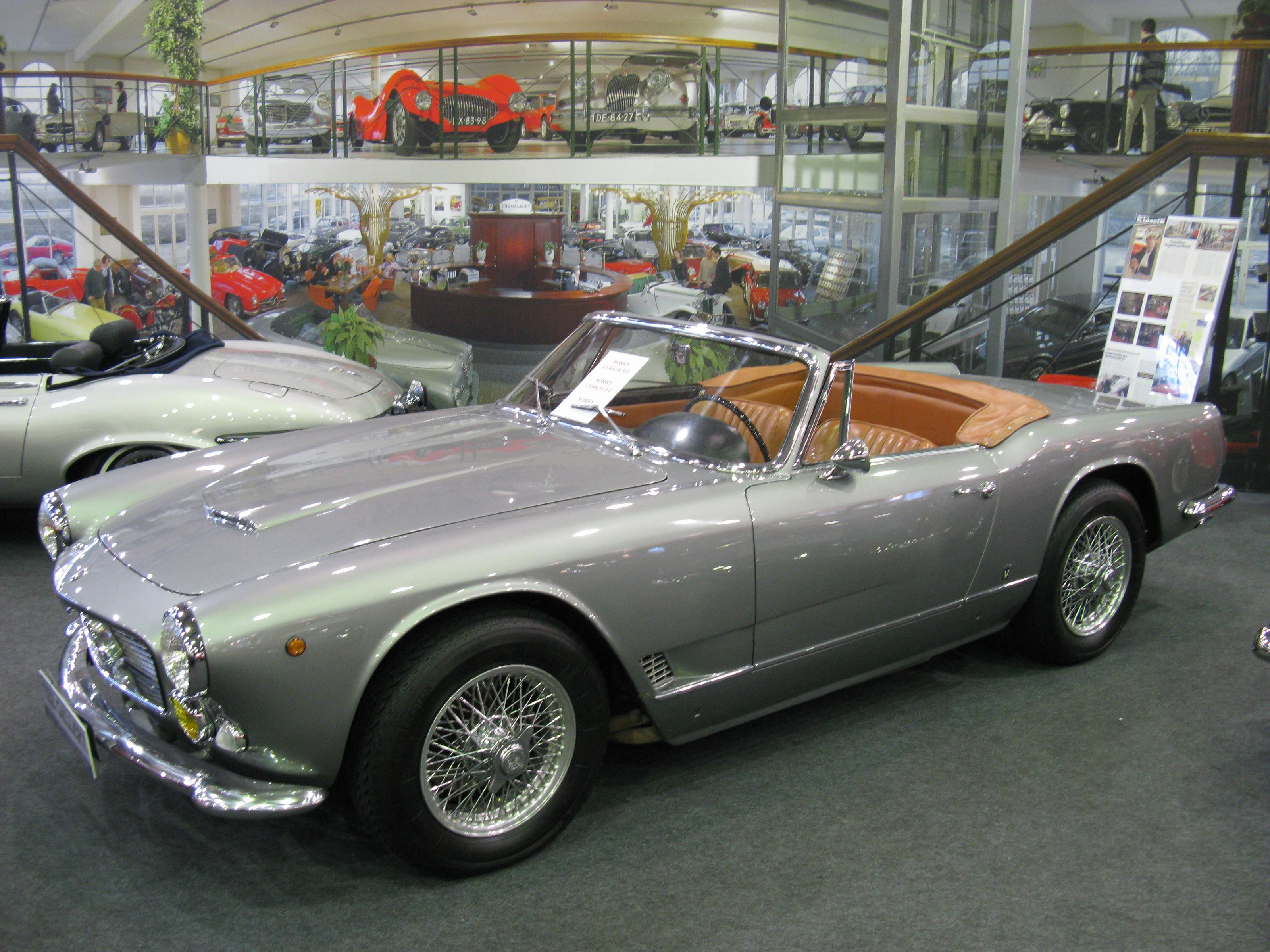
Maserati 3500 GT Spyder
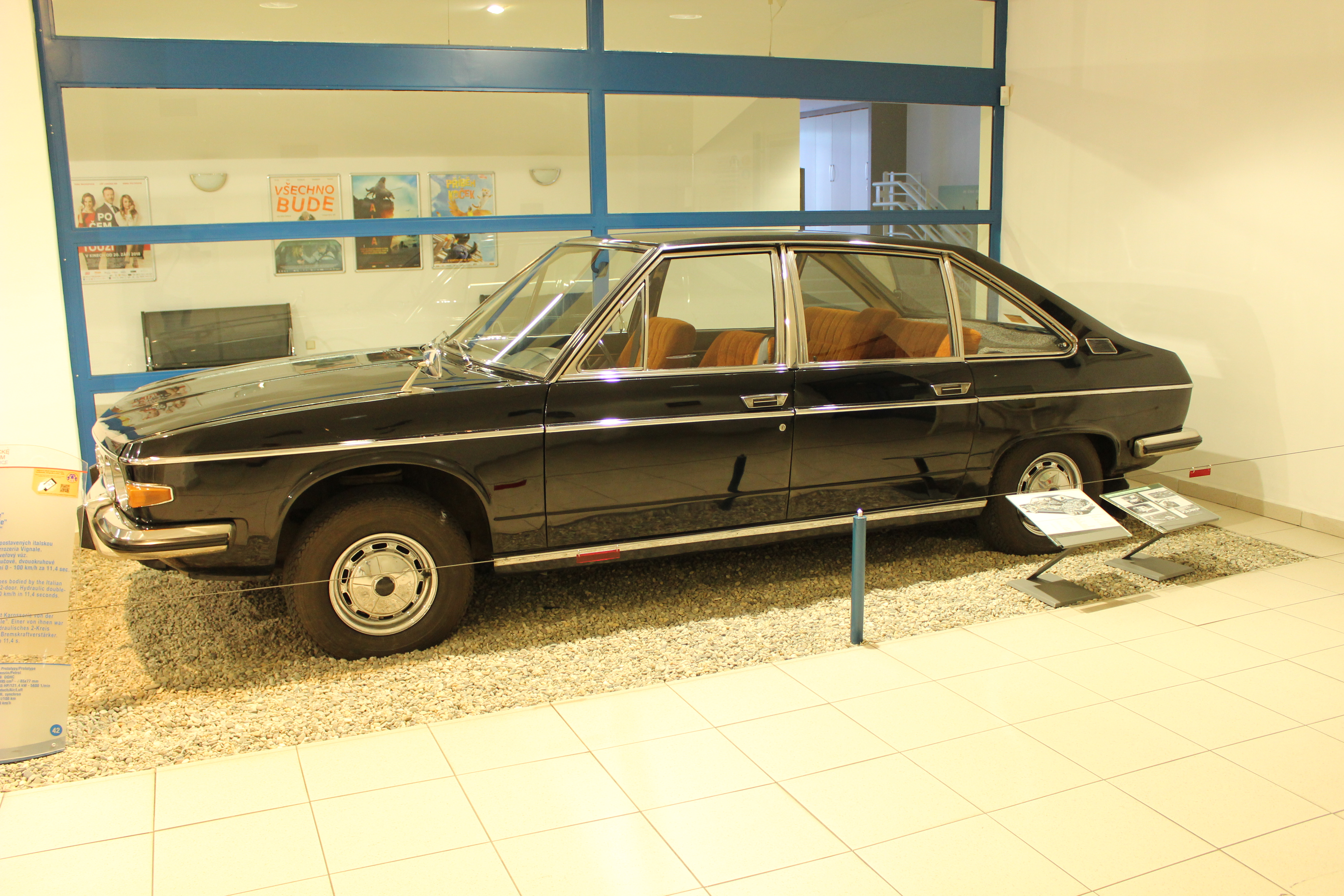
Tatra 613 prototype ontworpen door Vignale
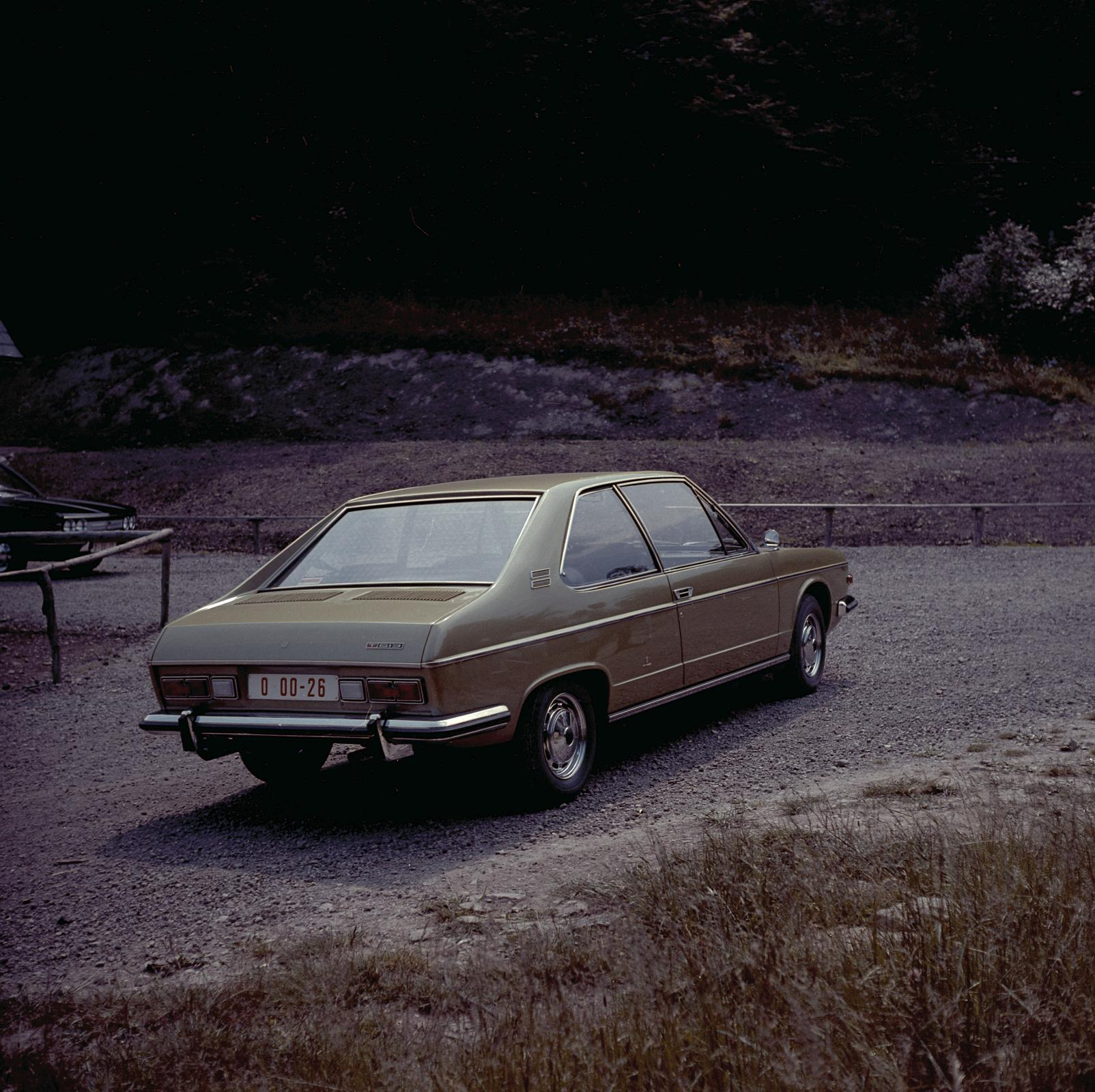
Tatra 613 Coupé Vignale
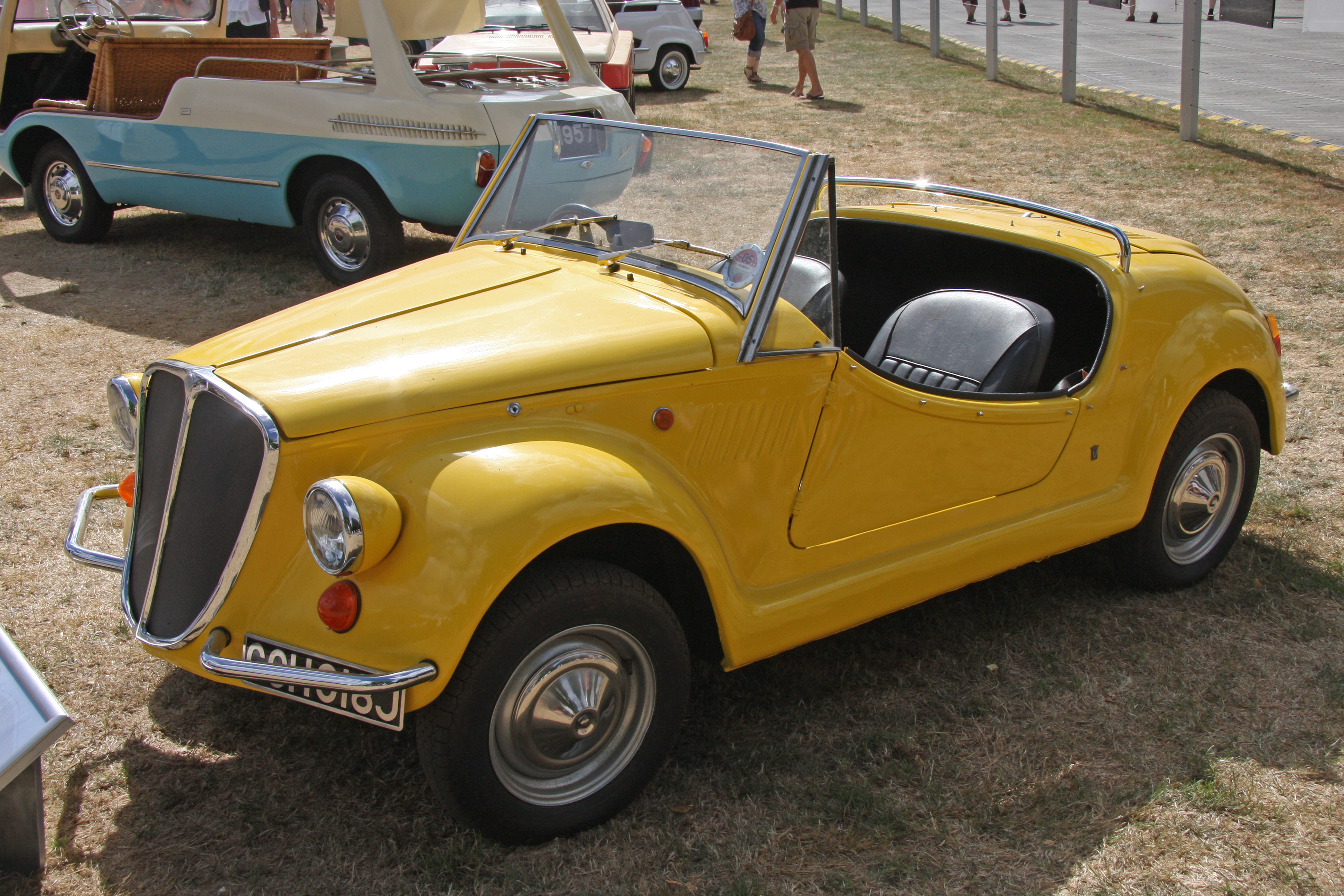
Vignale Gamine ontworpen door Alfredo Vignale